# El Hijo del Vikingo
Emmanuel Roman Morales (Puebla, 29 de abril de 1997) es un luchador profesional mexicano más conocido bajo el nombre de El Hijo del Vikingo, quien actualmente en Lucha Libre AAA Worldwide. (AAA) También es conocido por su trabajo con Total Nonstop Action Wrestling (TNA) bajo el nombre de Vikingo, All Elite Wrestling (AEW), Game Changer Wrestling (GCW) y Ring of Honor (ROH). Anteriormente trabajaba para The Crash.
Morales ha sido dos veces campeón mundial al ser dos veces Megacampeón de AAA. También fue dos veces Campeón Mundial en Tercias de AAA y una vez Campeón Peso Completo de The Crash.

## Carrera

### Primeros años (2012-2017)
Vikingo hizo su debut en el circuito independiente, fue derrotado por Pequeño Cobra con Guerrerito de Plata, Memin Pinguin, Nube Negra, Pequeño Joker, Pequeño Kraneo, Alebrije y Vega Streetfighter.

### Lucha Libre AAA Worldwide (2017-presente)
En 2017 comenzó a trabajar a tiempo completo en Lucha Libre AAA Worldwide (AAA), inicialmente trabajando en el primer combate de la noche en equipo con Concord y Octagoncito para derrotar a Bronco González, Guerrero de Plata y Mini Abismo Negro. El 26 de agosto de 2017, El Hijo del Vikingo debutó en Triplemanía XXV en equipo con Angelikal y The Tigger derrotó a Ángel Mortal Jr., Tiger Boy y Villano III Jr. en la final de La Llave a la Gloria. Esa misma noche fueron los ganadores del torneo junto con Ashley y Angelikal, pero, sin embargo, el gerente general de la AAA Vampiro anunció que los catorce finalistas recibirían un contrato con la empresa.
El 26 de agosto en Triplemanía XXVI, Vikingo se alió a Vanilla Vargas por el Campeonato Mundial en Parejas Mixto de AAA contra Dinastía y Lady Maravilla, Angelikal y La Hiedra y Niño Hamburguesa y Big Mami, donde lograron retener sus títulos.
El 18 de noviembre de 2018, Vikingo se unió a Angelikal y Laredo Kid para derrotar a El Nuevo Poder del Norte (Carta Brava Jr., Tito Santana y Mocho Cota Jr.), esa misma noche, Angelikal, Kid y Vikingo exigieron una oportunidad por el Campeonato Mundial de Tríos de AAA y ellos lo aceptaron. El 2 de diciembre de 2018 en Guerra de Titanes, el trío derrotó a El Nuevo Poder del Norte para ganar el Campeonato Mundial de Tríos de AAA siendo su primer título en AAA.
El 16 de marzo en Rey de Reyes, Vikingo participó en el torneo de Rey de Reyes quien eliminó a Jack Evans y fue eliminado por Laredo Kid. El 5 de abril en Tijuana, Vikingo tuvo una oportunidad por el Campeonato Latinoamericano de AAA donde compitió ante Aero Star, Argenis y Myzteziz Jr. y al final salió derrotado ante Drago retenía su título. El 26 de abril en Mexicali, Baja California, Vikingo se convirtió en el contendiente #1 por el Campeonato Mundial de Peso Crucero de AAA de Laredo Kid luego derrotar a Flamita, Golden Magic y Villano III Jr. El 9 de junio, Vikingo salió derrotado ante Laredo Kid en una titular.
El 4 de diciembre de 2021 en Triplemanía Regia II, Vikingo derrotó a Samuray del Sol, Bobby Fish, Jay Lethal y Bandido para ganar el vacante Megacampeonato de AAA por primera vez en su carrera.

### Impact Wrestling / Total Nonstop Action Wrestling (2018-2019, 2024-2025)
Debido a la alianza de AAA con la empresa estadounidense Impact Wrestling, Vikingo hizo una aparición especial el 13 de septiembre de 2018 en el episodio de Impact!, que se grabó del 13 al 14 de septiembre de 2018 en el Centro de Entretenimiento Frontón México de la Ciudad de México quien hizo equipo con Aero Star y Laredo Kid, donde salieron derrotados ante Ohio Versus Everything (Dave Crist, Jake Crist & Sami Callihan).
El 25 de enero de 2019 en el episodio de Impact!, Vikingo hizo su segunda aparición donde fue derrotado ante el Campeón de la División X de Impact Rich Swann, que fue filmada en México. El 15 de febrero en el episodio de Impact!, Vikingo hizo equipo con Aero Star, Psycho Clown y Puma King en un Elimination Match donde derrotaron a Eddie Edwards, Eli Drake, Fallah Bahh y Sami Callihan ganando la Copa Mundial de Impact.

### All Elite Wrestling / Ring of Honor (2023-2024)
Vikingo hizo su debut para All Elite Wrestling (AEW) en la edición del 22 de marzo de 2023 de Dynamite, donde fue derrotado por Kenny Omega en el evento principal. Pese a la derrota, la lucha en general y él mismo particularmente fueron elogiados por la crítica, incluso recibiendo las 5 estrellas del periodista Dave Meltzer.
El 30 de marzo, Vikingo hizo su debut para la promoción hermana de AEW, Ring of Honor (ROH), derrotando a Blake Christian. Al día siguiente en Supercard of Honor, Vikingo defendió con éxito su Megacampeonato de AAA contra Komander.
Vikingo no es un miembro oficial del roster de AEW y según Konnan es uno de los pocos talentos que AEW no ha contratado de AAA.

## Vida personal
Morales tiene al menos dos hijos de relaciones anteriores, uno de los cuales fue con la luchadora Hades.

## Campeonatos y logros
- Dreamwave Wrestling

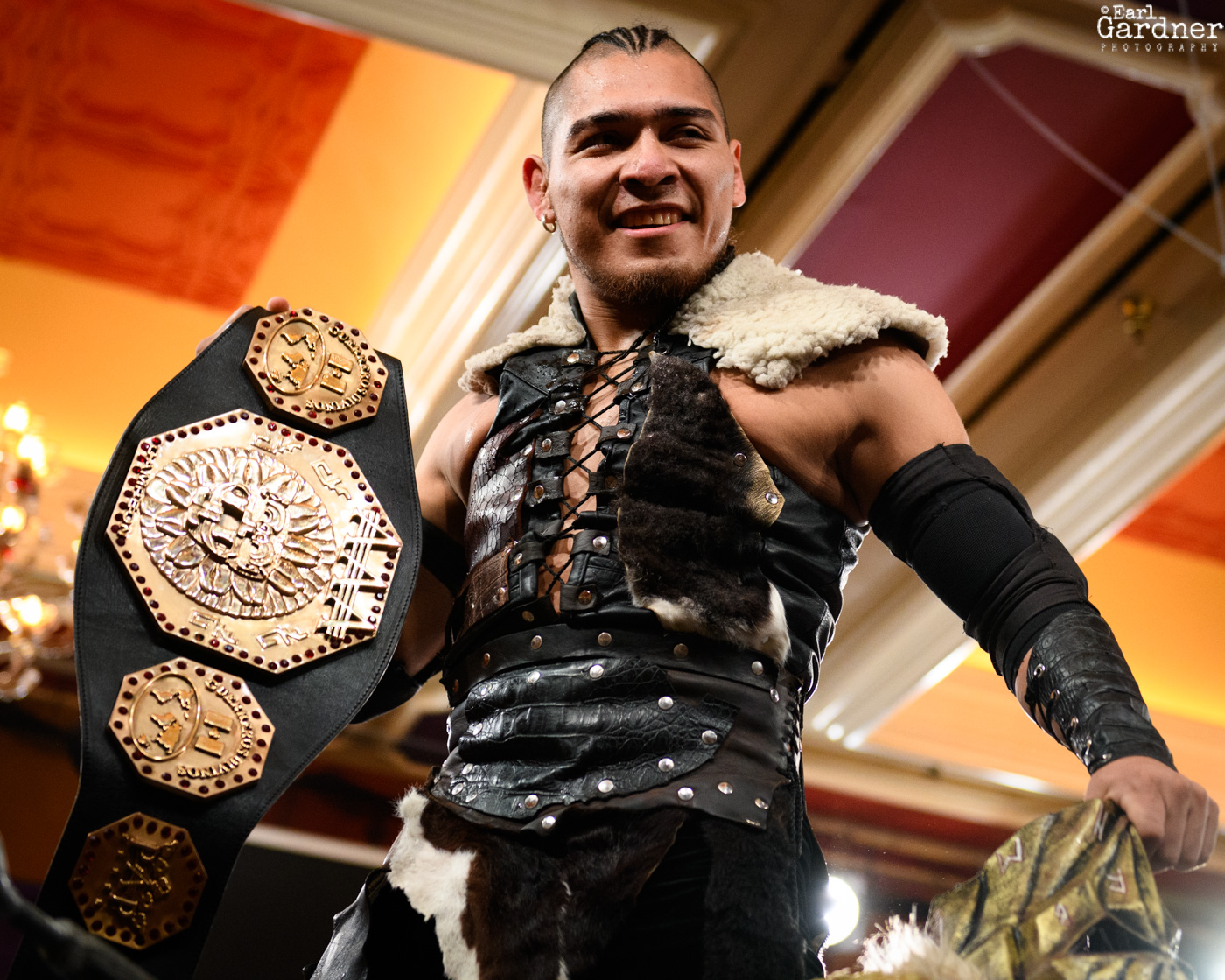
Vikingo como Megacampeón de AAA en 2023.

  - Dreamwave Alternative Championship (1 vez)

- Lucha Libre AAA Worldwide
  - Megacampeonato de AAA (2 vez, actual)
  - Campeonato Mundial de Tríos de AAA (2 veces) - con Laredo Kid & Myzteziz Jr. (1) y Golden Magic & Myzteziz Jr. (1)
  - Ganador de Llave a la Gloria – con Ashley y Angelikal.
  - Alas de Oro (2021)
  - Copa Antonio Peña (2019)
  - Lucha Capital Masculino (2019)
  - Rey de Reyes (2024)

- The Crash
  - Campeonato de Peso Completo de The Crash (1 vez)

- Warrior Wrestling
  - Warrior Wrestling Lucha Championship (1 vez)[12]

- Pro Wrestling Illustrated
  - Clasificado en el puesto n.º 300 en los PWI 500 de 2020[13]
  - Clasificado en el puesto n.º 42 en los PWI 500 de 2021[14]
  - Clasificado en el puesto n.º 8 en los PWI 500 de 2022[15]
  - Clasificado en el puesto n.º 5 en los PWI 500 de 2023[16]
  - Clasificado en el puesto n.º 18 en los PWI 500 de 2024[17]

- Wrestling Observer Newsletter
  - WON Mexico MVP 2021
  - Lucha 5 estrellas (2021) con Laredo Kid vs. Lucha Brothers (Fénix & Pentagón Jr.) en Héroes Inmortales XIV el 9 de octubre
  - Lucha 5 estrellas (2022) vs. Fénix en Triplemanía XXX: Ciudad de México el 15 de octubre
  - Lucha 5 estrellas (2023) vs. Kenny Omega en AEW Dynamite el 22 de marzo